# Jedlnia-Letnisko

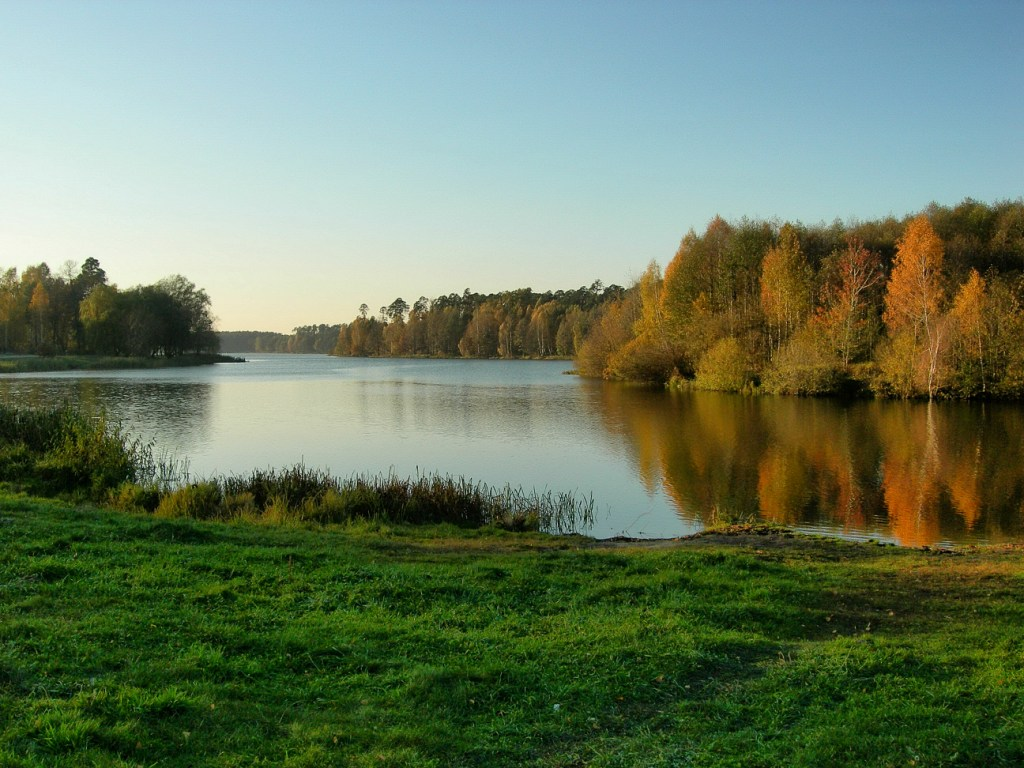
Zalew w Jedlni-Letnisku jesienią

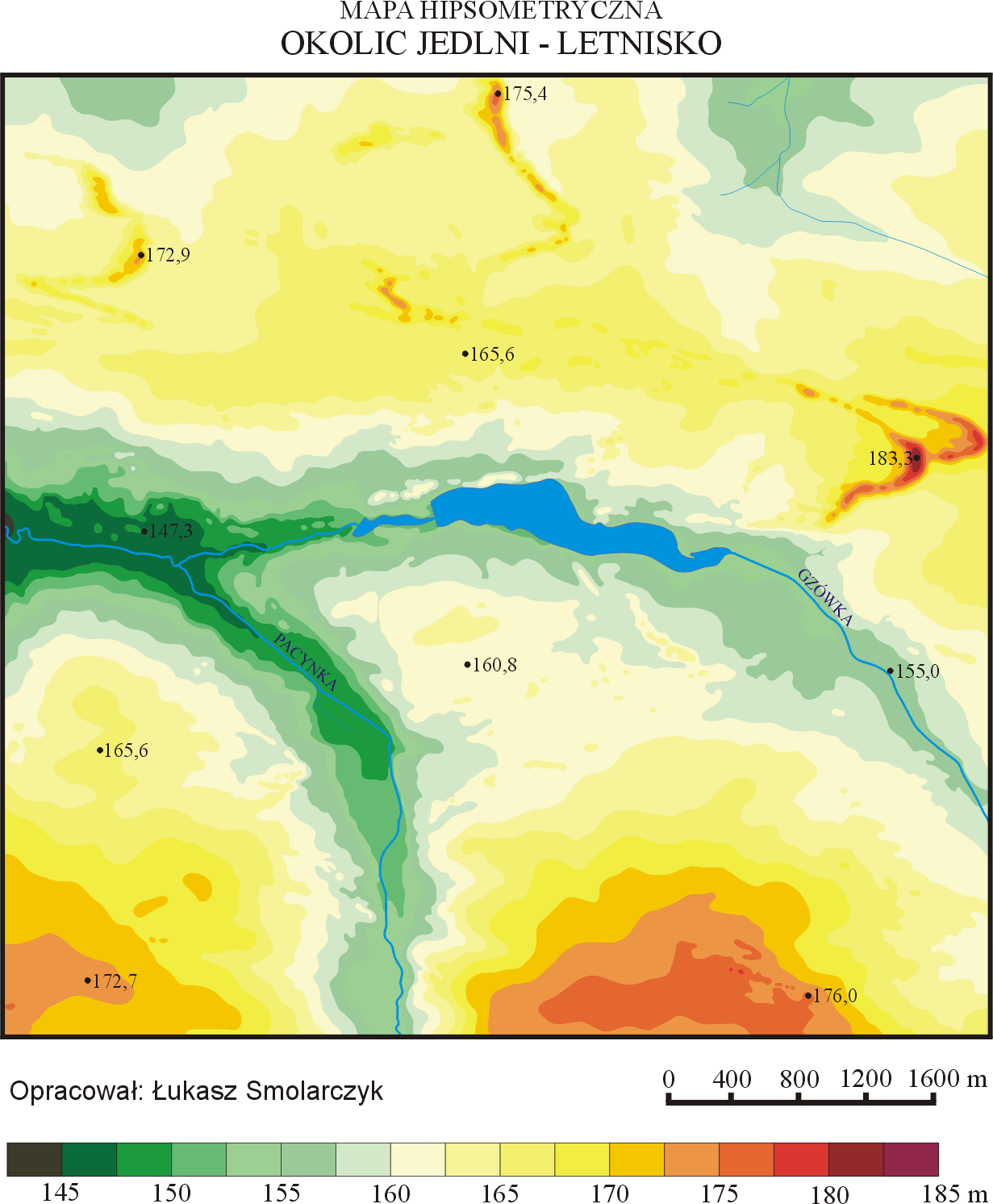
Mapa hipsometryczna okolic Jedlni-Letniska

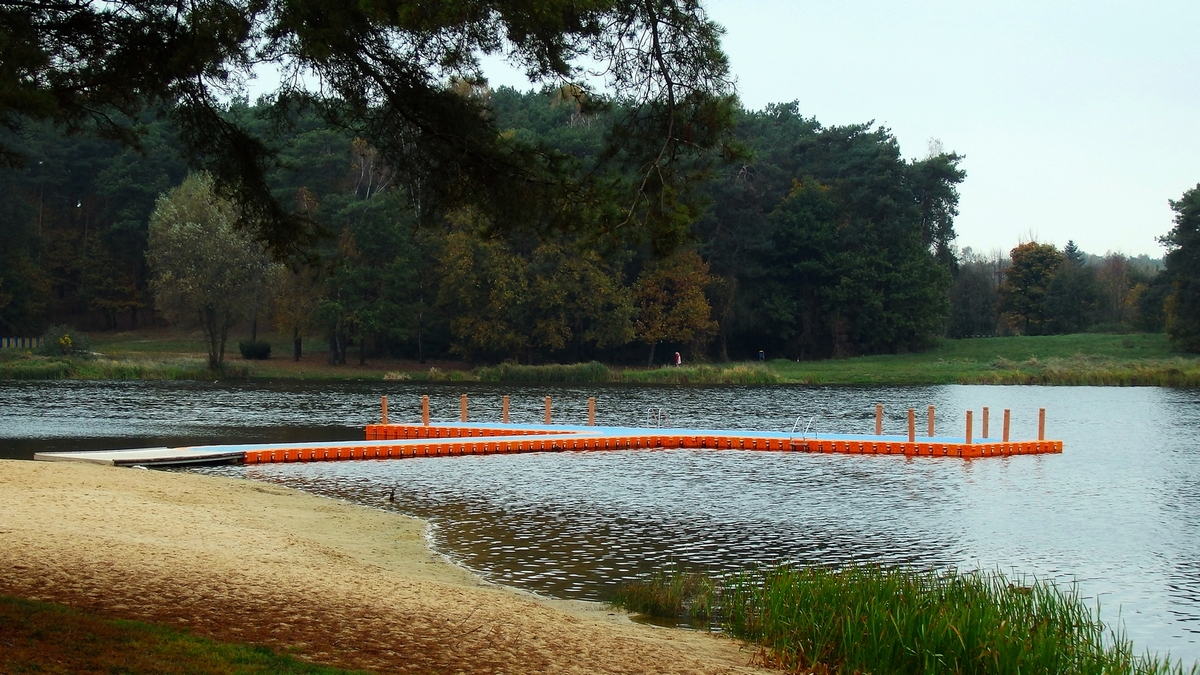
Molo w Jedlni-Letnisku na jesieni 2014

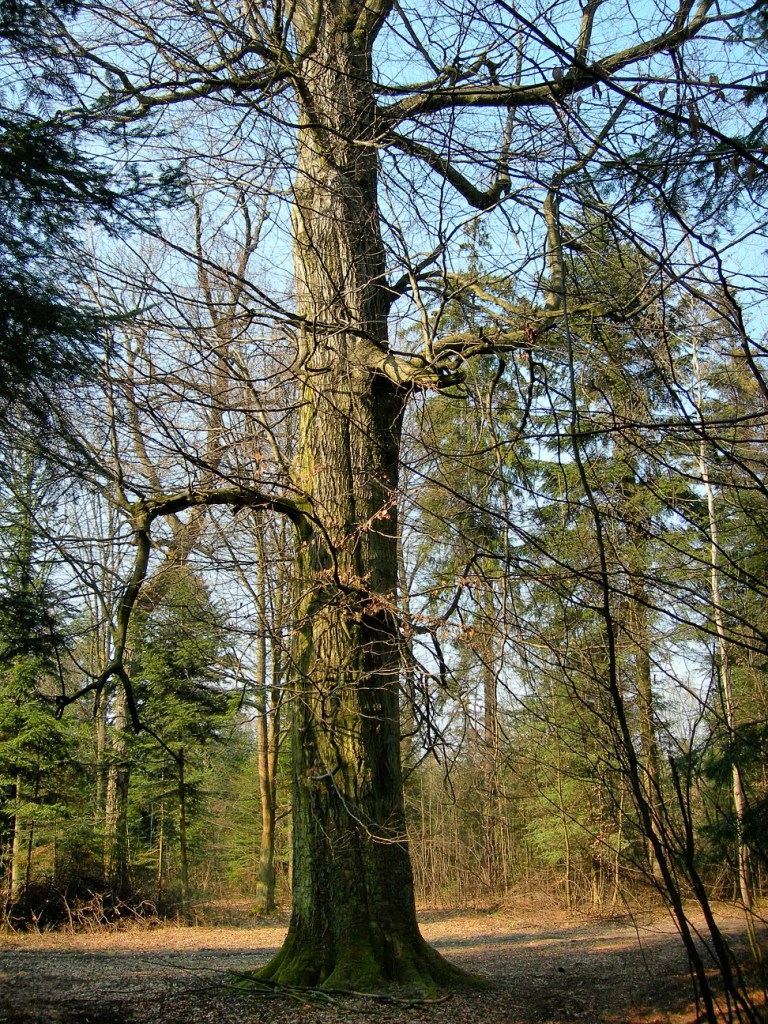
„Buk Kościuszki” wiosną

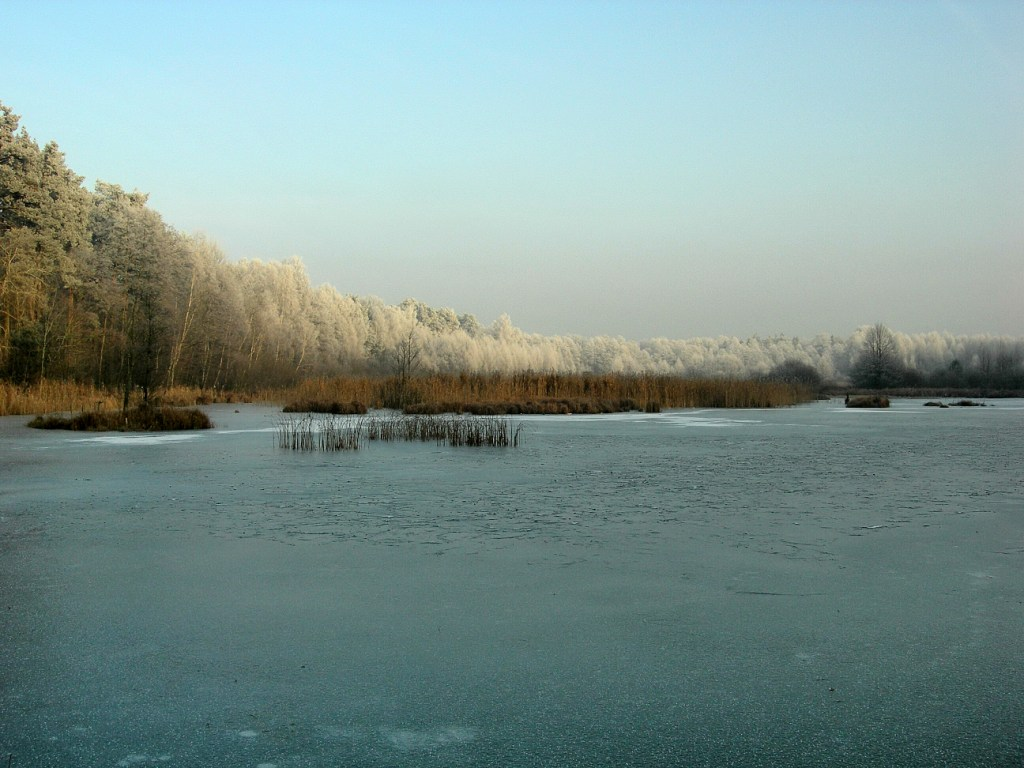
„Trzy Stawy” zimą

Jedlnia-Letnisko (do 1917 Mokrzec Swoboda) – miasto w Polsce położone w województwie mazowieckim, w powiecie radomskim, w gminie Jedlnia-Letnisko. 
Jest siedzibą gminy Jedlnia-Letnisko. W latach 1945–1975 miejscowość administracyjnie należała do województwa kieleckiego, natomiast potem w latach 1975–1998 do województwa radomskiego. Do 1954 wieś była siedzibą gminy Gzowice. W latach 1954–1957 wieś należała i była siedzibą władz gromady Jedlnia Letnisko, przekształconej w 1958 w osiedle typu miejskiego.
Jedlnia-Letnisko leży w historycznej Małopolsce, na obszarze stanowiącym w średniowieczu część ziemi sandomierskiej. Pod względem etnograficzno-kulturowym należy do ziemi radomskiej.
Jest siedzibą rzymskokatolickiej parafii św. Józefa Oblubieńca Najświętszej Maryi Panny. Z Jedlni-Letniska pochodzi biskup pomocniczy radomski ks. bp Stefan Siczek.

## Historia
Historia miejscowości:
- W 1917 miejscowości nadano nazwę – Jedlnia-Letnisko. Do powstania pierwszego członu nazwy, Jedlnia (zob. Jedlnia), przyczynił się rejent Marcin Kaliszczak, natomiast do drugiego, Letnisko, lekarz Ludwik Żerański (1849–1905; ojciec Tadeusza Żerańskiego).
- 28 marca 1921 erygowano parafię pw. św. Józefa Oblubieńca Najświętszej Maryi Panny. Proboszczem został ksiądz Władysław Korpikiewicz.
- W latach 20. XX wieku dobudowano drewnianą część kościoła. Drzewo na budowę przekazał pierwszy nadleśniczy Stefan Łusakowski. W Jedlni znajdowała się wówczas siedziba Nadleśnictwa – zabytkowy budynek w stylu wilii szwajcarskiej, zachowany w dobrym stanie, jest obecnie[kiedy?] elementem ośrodka szkoleniowo-wypoczynkowego RD Lasów Państwowych w Radomiu.
- W Jedlni zaczęły powstawać pierwsze domy letniskowe, stawiane na wzór podwarszawskich willi w stylu świdermajer. Do dziś zachowało się kilka ponad stuletnich willi m.in. w posiadaniu rodzin: Chrzanowskich, Chmielewskich i Kaliszczaków. W okresie początkowym do Jedlni-Letniska – dawniej osady Mokrzec Swoboda ściągali zamożniejsi mieszkańcy Radomia, m.in. ówczesny Prezydent Radomia Czesław Golczewski.
- Dzięki położeniu na skraju Puszczy Kozienickiej oraz wybudowaniu na rzece Gzówce 2,5-kilometrowego zalewu jest miejscowością wypoczynkowo – turystyczną, natomiast kościół parafialny odrestaurowany przez proboszcza Andrzeja Margasa, jako jedyny na Mazowszu w stylu zakopiańskim, stał się wizytówką miasteczka.
- W 1960 wieś zamieszkało 3036 mieszkańców, a w 1963 – 3281.
- W 1978 Jedlnia-Letnisko została siedzibą gminy.
- 1 stycznia 2022 miejscowość uzyskała prawa miejskie[10].

## Geomorfologia i geologia
- Zgodnie z podziałem fizyczno-geograficznym J. Kondrackiego (2002) teren Jedlni-Letniska i jej okolic znajduje się na pograniczu dwóch mezoregionów – Równiny Kozienickiej i Równiny Radomskiej. Obszar ten jest równiną zdenudowaną w warunkach peryglacjalnych, w czasie ostatniego zlodowacenia – północnopolskiego (to tzw. obszar o rzeźbie staroglacjalnej).
- Miejscowość od południa ograniczona jest przez zdenudowaną wysoczyznę morenową zbudowaną głównie z glin zwałowych (reprezentujących okres zlodowacenia środkowopolskiego) i jej eluwiów (z przełomu plejstocenu i holocenu), wysoczyzna ta rozcięta jest dolinami rzek: Pacynki i Gzówki, które wypełnione są holoceńskimi piaskami i żwirami.
- Na północ od Zalewu w Jedlni-Letnisku występują pola piasków przewianych, na których rozwinęły się formy eoliczne w postaci utrwalonych wydm (głównie wydmy paraboliczne), wydmy te zostały ukształtowane przez wiatr wiejący z zachodu, na przełomie plejstocenu i holocenu. Klasycznym przykładem rzeźby eolicznej są „Mysie Górki”.
- Najwyższą kulminacją omawianego obszaru jest wydma na terenie „Mysich Górek”, która osiąga wysokość 183,3 m n.p.m., najniżej położony teren znajduje się w dolinie Pacynki, poniżej ujścia Gzówki, osiąga on wysokość ok. 145 m n.p.m.

## Hydrologia
- Jedlnia-Letnisko położona jest w widłach dwóch rzek: Pacynki i Gzówki.
- W 1976 roku utworzono na rzece Gzówce zalew o powierzchni ok. 36 ha.
- Na prawym brzegu zalewu, na skraju rezerwatu „Jedlnia”, znajdują się dwa źródełka mocno zmineralizowanej wody.

## Miejsca i obiekty, które warto zwiedzić na terenie Jedlni-Letniska i jej okolic
- Zalew w Jedlni-Letnisku wraz z molem (możliwość kąpieli i spaceru dookoła zalewu) oraz zbiornik dolny, poniżej zapory (również urokliwy), będący pozostałością dawnego młyna w Siczkach, który wzmiankowany był już w średniowieczu – obecnie na miejscu owego młyna przebiega droga wojewódzka nr 737 (Radom – Kozienice).

- wpisany do rejestru zabytków drewniany kościół pw. św. Józefa w Jedlni-Letnisku, zbudowany w stylu zakopiańskim, wraz z letnim kościołem Matki Bożej.

- cmentarz parafialny – groby ułanów Wileńskiej Brygady Kawalerii z września 1939 roku oraz zabytkowe grobowce.
- rezerwat „Jedlnia” na terenie Kozienickiego Parku Krajobrazowego, zwiedzenie rezerwatu umożliwia ścieżka dydaktyczna „Jedlnia”.

Rezerwat „Jedlnia” został utworzony w 1982 roku na powierzchni 86,42 ha. Położony jest po obu stronach szosy Radom – Kozienice. W 100-200-letnich drzewostanach pochodzenia naturalnego dominuje sosna zwyczajna, dąb szypułkowy i bezszypułkowy z domieszką brzozy. Na dużej powierzchni występuje podrost pochodzenia naturalnego, który stanowi sosna pospolita, dąb i jodła pospolita.
- zbiorowe mogiły (7) ok. 450 ofiar rozstrzelanych przez Niemców w czasie II wojny światowej, zlokalizowane na terenie rezerwatu „Jedlnia”.
- pomnik ku czci patriotów poległych w walkach z Niemcami w latach 1939–1945 przed stacją kolejową.
- dwa źródełka zmineralizowanej wody na prawym brzegu zalewu, po stronie rezerwatu „Jedlnia”. z możliwością nalania wody do butelki.
- „Mysie Górki” wraz z drewnianym krzyżem z 1917 roku, wykonanym przez Mikołaja Przyrowskiego. „Mysie Górki” to wydmy zbudowane z piasków eolicznych. Biegnie przez nie zielony szlak Radom-Pionki.
- „Buk Kościuszki” na trasie zielonego szlaku Radom-Pionki, w okolicach gajówki Marybór. Trasa do „Buka” biegnie przez urokliwy drzewostan sosnowo-dębowo-jodłowy.

„Buk Kościuszki” jest okazem buka zwyczajnego, to pomnik przyrody o wymiarach: pierśnica ok. 1,1 m, obwód ok. 3 m, wysokość ok. 28 m, jego wiek szacowany jest na ok. 180 lat. To jedyny okaz tego gatunku drzewa o takich wymiarach na terenie Puszczy Kozienickiej. Pod nim, według legendy, wypoczywał wiosną 1794 roku Tadeusz Kościuszko. Stąd nazwy pobliskich wsi Tadeuszów i Kościuszków. Prawdopodobnie Naczelnik był w tych stronach, ale ów buk jeszcze wtedy nie rósł.
- „Trzy Stawy” – dawne stawy rybne, przy zielonym szlaku Radom-Pionki.
- ścieżka dydaktyczna „Nad Pacynką” w dolinie rzeki Pacynki, nieopodal Antoniówki, z udostępnionym dla turystów źródełkiem św. Jana.

## Szlaki turystyczne

### Piesze
- zielony: Stacja PKP Pionki Zachodnie – Sokoły – uroczysko Marybór – Mysie Górki – rezerwat „Jedlnia” – Rajec Letnisko – Radom, ul. H. Hermanowicz
- czarny: Jedlnia-Letnisko – Rezerwat przyrody Jedlnia – Kolonka – Kieszek – Stoki – Mąkosy Stare (14,0 km)

w tym ścieżki dydaktyczne:
- „Jedlnia”.
- „Nad Pacynką”.

### Rowerowe
- (długość 51,5 km): Lesiów PKP – Jastrzębia – rezerwat „Ciszek” – Kieszek – Jedlnia-Letnisko – Słupica – rezerwat „Ługi Helenowskie” – „Gajówka Miodne” – Antoniówka – Policzna – Czarnolas.
- (długość 17,5 km): Ośrodek Edukacji Ekologicznej i Integracji Europejskiej Lasów Państwowych w Jedlni-Letnisku – rezerwat „Jedlnia” – rezerwat „Ciszek” – Królewska Droga – Wielka Góra – Szlabanowa Droga – Dąbrowa Kozłowiecka – rezerwat „Jedlnia” – OEEiIEP w Jedlni-Letnisku.
- (długość 12 km): Radom lotnisko – Sadków – Groszowice – Jedlnia-Letnisko PKP.

## Galeria

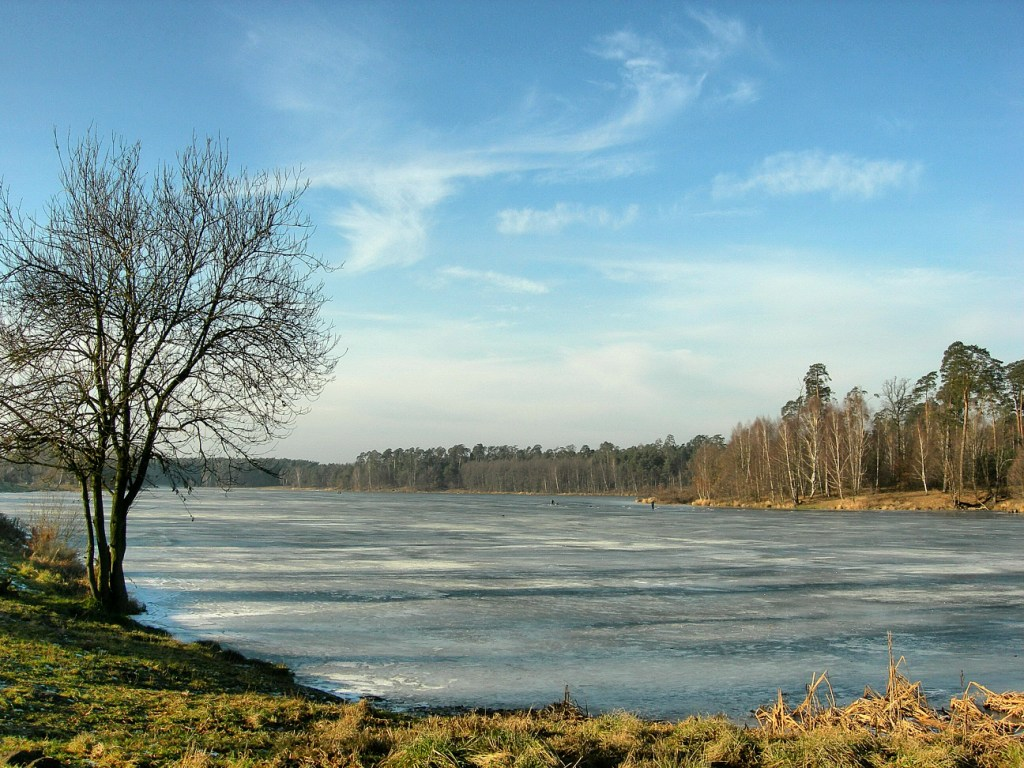
Zalew w Jedlni-Letnisku zimą
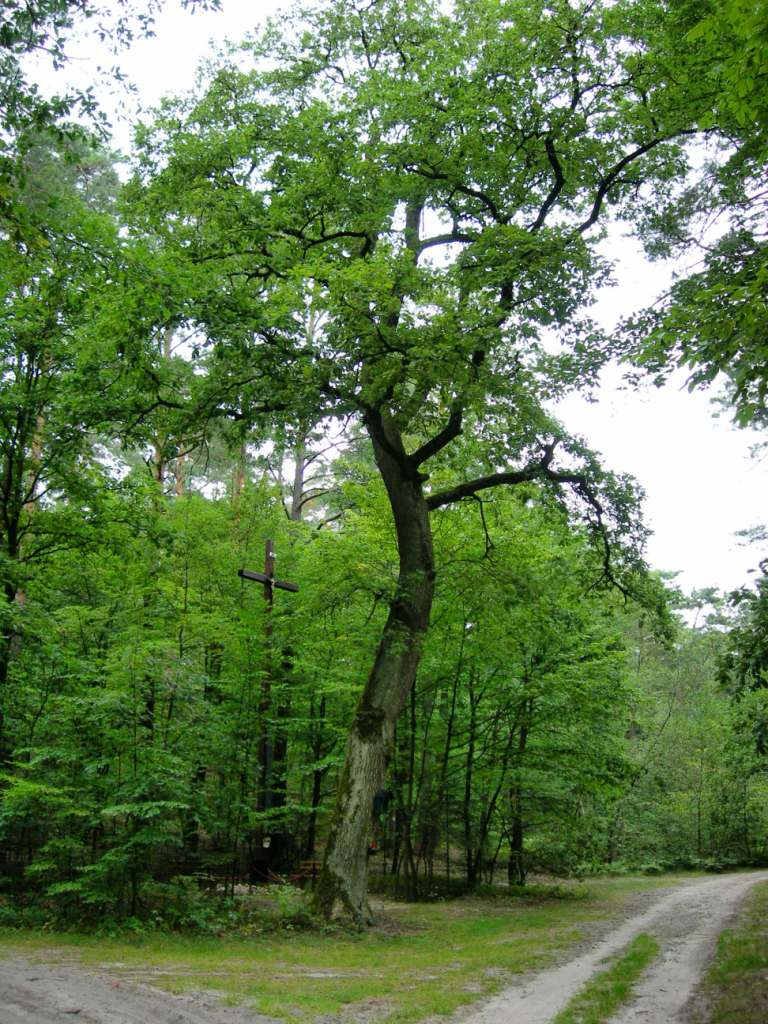
"Mysie Górki” – drewniany krzyż z 1917 roku
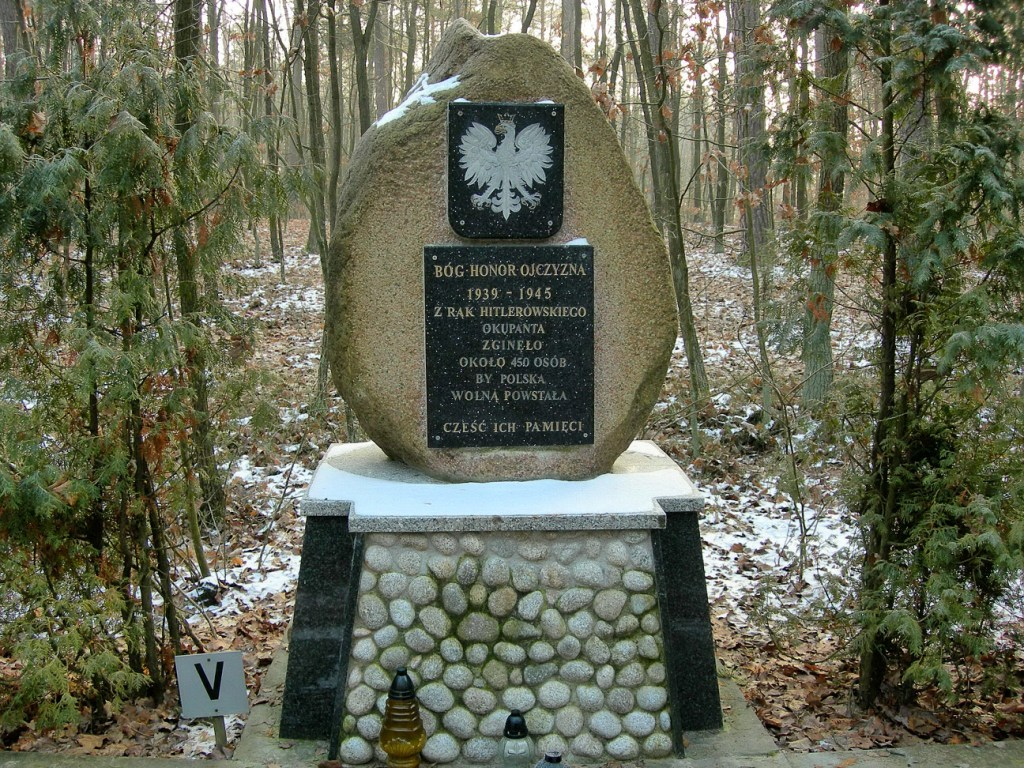
Rezerwat „Jedlnia” – mogiły ofiar II wojny światowej
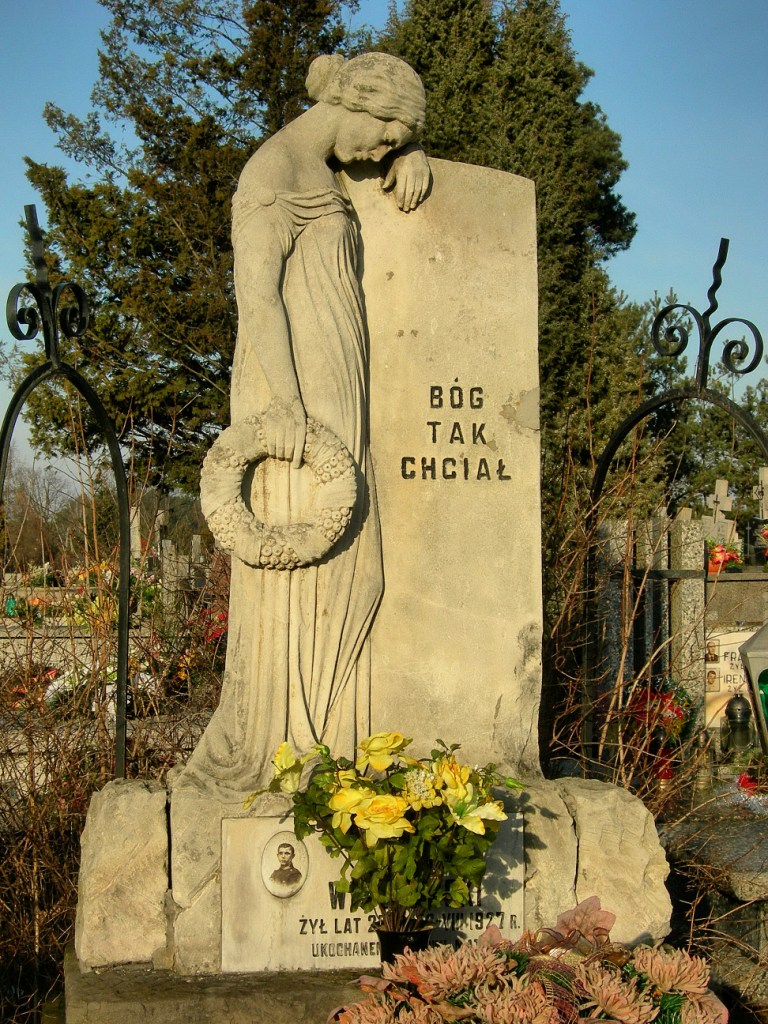
Cmentarz parafialny – grobowiec z 1927 roku
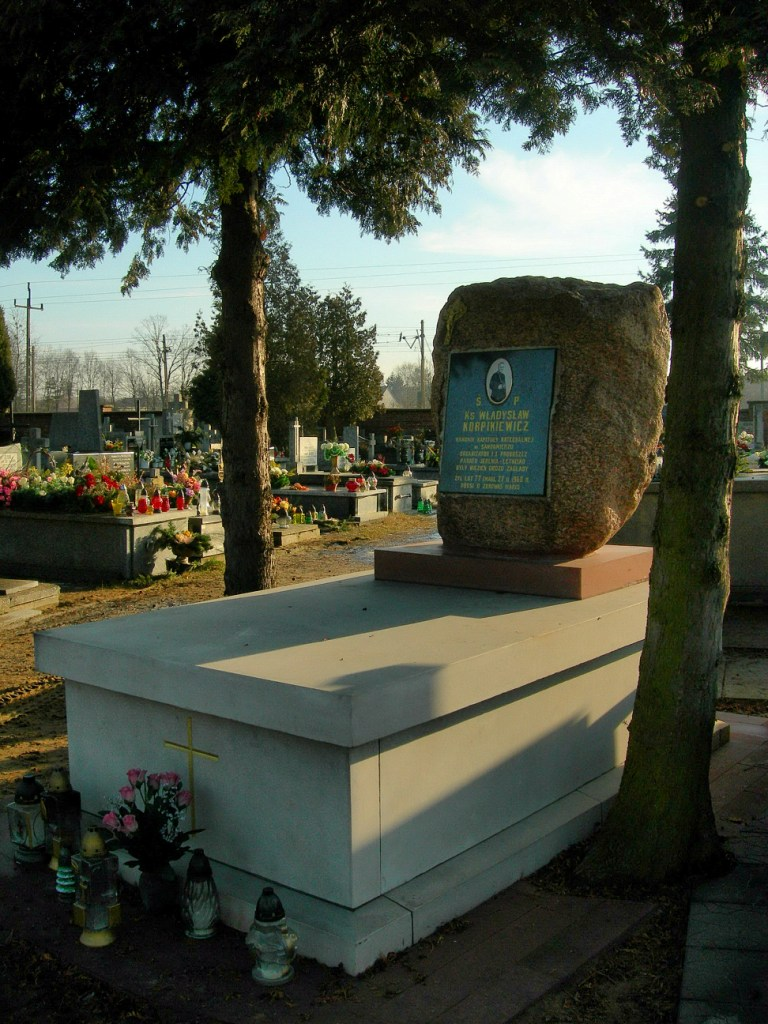
Cmentarz parafialny – grób ks. Wł. Korpikiewicza
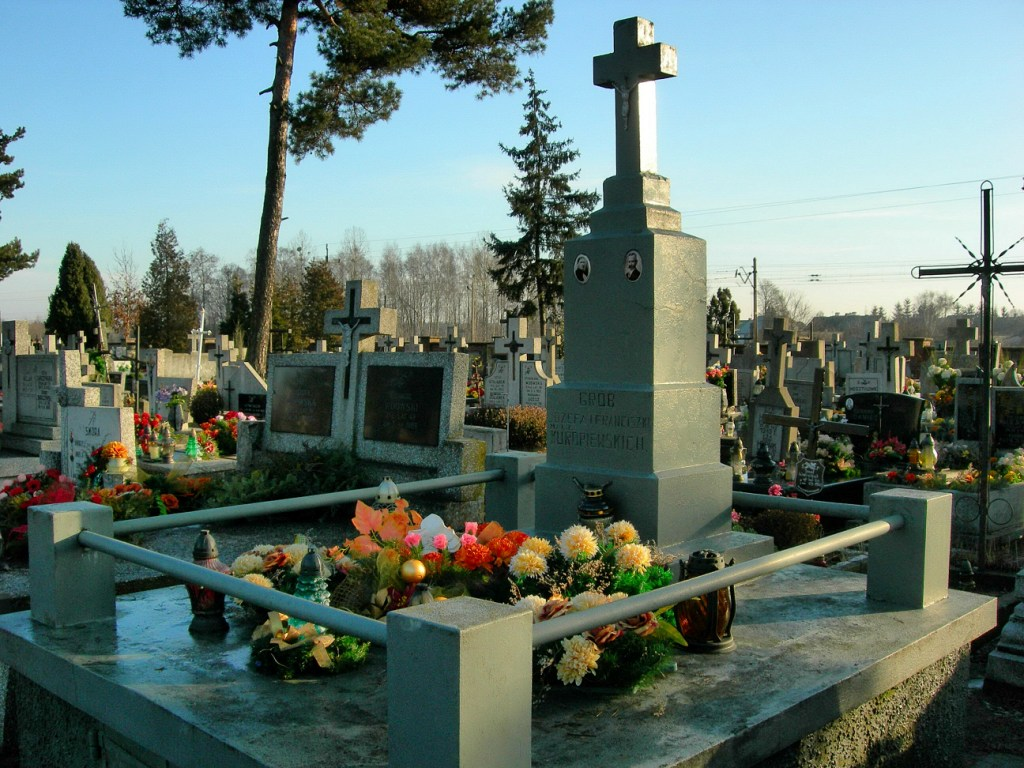
Cmentarz parafialny – grób Józefa i Franciszki Kuropiewskich
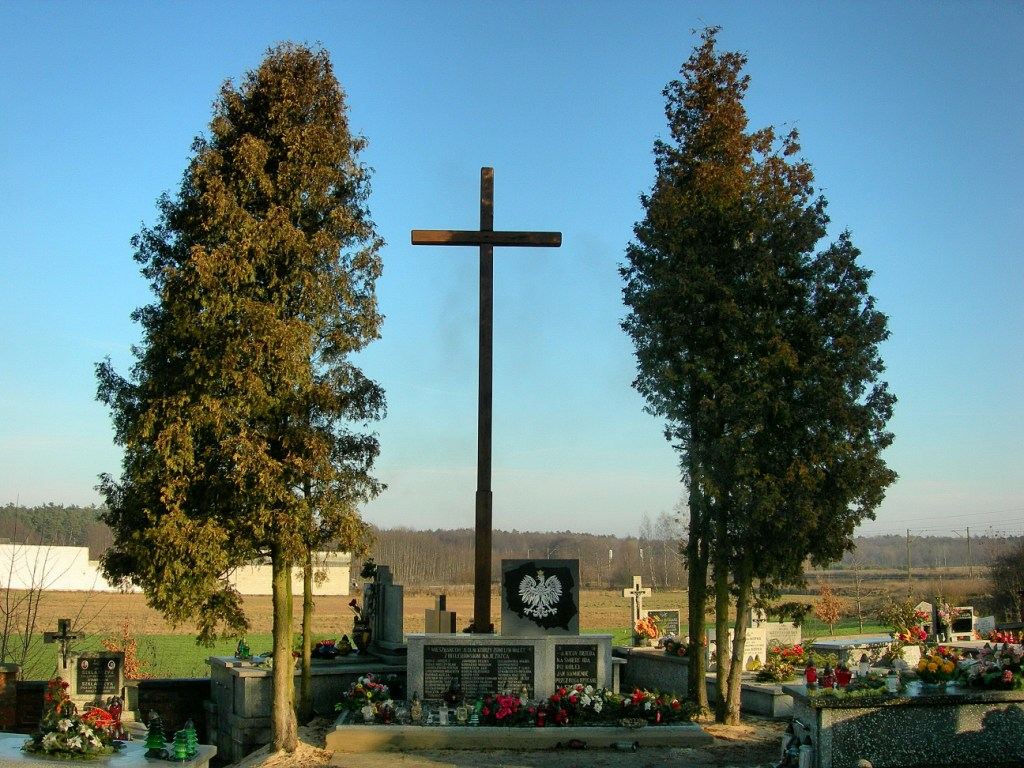
Cmentarz parafialny – zbiorowa mogiła poległych podczas II wojny światowej
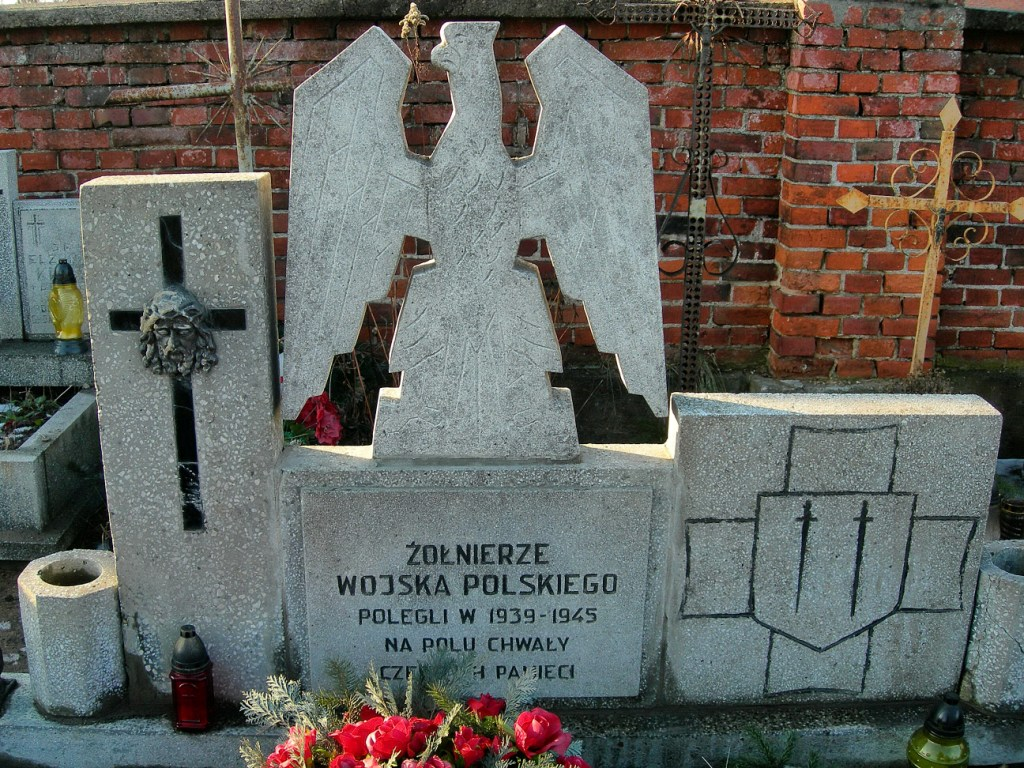
Cmentarz parafialny